# Barry County (Missouri)
Das Barry County ist ein County im US-amerikanischen Bundesstaat Missouri. Im Jahr 2020 hatte das County 34.534 Einwohner und eine Bevölkerungsdichte von 17,1 Einwohner pro Quadratkilometer. Der Verwaltungssitz (County Seat) ist Cassville, das nach Lewis Cass benannt wurde, einem Gouverneur des Michigan-Territoriums.

## Geografie
Das County liegt fast im äußersten Südwesten von Missouri, grenzt im Süden an Arkansas, ist im Westen etwa 50 km von Oklahoma und Kansas entfernt und hat eine Fläche von 2048 Quadratkilometern, wovon 31 Quadratkilometer Wasserfläche sind. Es grenzt an folgende Nachbarcountys:
| Newton County   | Lawrence County          |                           |
|                 |                          | Stone County              |
| McDonald County | Benton County (Arkansas) | Carroll County (Arkansas) |

## Geschichte

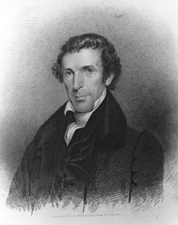
W. T. Barry

Das Barry County wurde am 5. Januar 1835 aus Teilen des Greene Countys gebildet. Benannt wurde es nach William Taylor Barry (1784–1835) aus Kentucky, der von 1829 bis 1835 als US-Generalpostmeister tätig war.

## Demografische Daten
Nach der Volkszählung im Jahr 2010 lebten im Barry County 35.597 Menschen in 14.256 Haushalten. Die Bevölkerungsdichte betrug 17,6 Einwohner pro Quadratkilometer. In den 14.256 Haushalten lebten statistisch je 2,49 Personen.
Ethnisch betrachtet setzte sich die Bevölkerung zusammen aus 92,1 Prozent Weißen, 0,3 Prozent Afroamerikanern, 0,9 Prozent amerikanischen Ureinwohnern, 1,3 Prozent Asiaten sowie aus anderen ethnischen Gruppen; 1,9 Prozent stammten von zwei oder mehr Ethnien ab. Unabhängig von der ethnischen Zugehörigkeit waren 7,7 Prozent der Bevölkerung spanischer oder lateinamerikanischer Abstammung.
24,3 Prozent der Bevölkerung waren unter 18 Jahre alt, 58,1 Prozent waren zwischen 18 und 64 und 17,6 Prozent waren 65 Jahre oder älter. 50,4 Prozent der Bevölkerung war weiblich.
Das jährliche Durchschnittseinkommen eines Haushalts lag bei 36.143 USD. Das Prokopfeinkommen betrug 19.363 USD. 17,1 Prozent der Einwohner lebten unterhalb der Armutsgrenze.

## Ortschaften im Barry County
| Citys - Cassville - Exeter - Monett1 - Pierce City2 | - Purdy - Seligman - Washburn - Wheaton | Villages - Arrow Point - Butterfield - Chain-O-Lakes - Emerald Beach |

Census-designated place (CDP)
- Shell Knob3

andere Unincorporated Communities
| - Cato - Eagle Rock - Golden - Jenkins | - Pulaskifield - Pleasant Ridge - Scholten - Viola3 | - Wheelerville - Yonkerville |

1 – teilweise im Lawrence County

2 – überwiegend im Lawrence County

3 – teilweise im Stone County

## Gliederung
Das Barry County ist in 25 Townships eingeteilt:
| Township               | Einwohner (2010) | FIPS     |
| ---------------------- | ---------------- | -------- |
| Ash Township           | 948              | 29-02116 |
| Butterfield Township   | 973              | 29-10162 |
| Capps Creek Township   | 630              | 29-11332 |
| Corsicana Township     | 418              | 29-16534 |
| Crane Creek Township   | 938              | 29-17092 |
| Exeter Township        | 1628             | 29-23140 |
| Flat Creek Township    | 5997             | 29-24436 |
| Jenkins Township       | 398              | 29-37142 |
| Kings Prairie Township | 971              | 29-38837 |
| Liberty Township       | 1165             | 29-41942 |
| McDonald Township      | 853              | 29-44912 |
| McDowell Township      | 288              | 29-44966 |
| Mineral Township       | 861              | 29-48674 |

| Township                | Einwohner (2010) | FIPS     |
| ----------------------- | ---------------- | -------- |
| Monett Township         | 6457             | 29-49214 |
| Mountain Township       | 306              | 29-50366 |
| Ozark Township          | 955              | 29-55730 |
| Pioneer Township        | 193              | 29-57962 |
| Pleasant Ridge Township | 486              | 29-58484 |
| Purdy Township          | 1972             | 29-60194 |
| Roaring River Township  | 1333             | 29-62318 |
| Shell Knob Township     | 1177             | 29-67250 |
| Sugar Creek Township    | 1851             | 29-71332 |
| Washburn Township       | 1168             | 29-77218 |
| Wheaton Township        | 1133             | 29-79144 |
| White River Township    | 2498             | 29-79522 |
|                         |                  |          |